# LI (албум)
„LI“ е студиен албум на певицата Лили Иванова, издаден през 2012 г. от „StefKos Music“ на компактдиск под каталожен номер SM1210100.

## Екип

### Музикален
- Огнян Енев – пиано, тромпет, саксофон
- Бисер Иванов – китара
- Орлин Цветанов – цигулка
- Ани Лозанова и Йорданка Илова – беквокали

### Технически
- Студио „Хит хаус“ – Емил Бояджиев
- Студио „Рей“ – Ангел Попов
- Студио „Мадар“ – Марио Малтаджиев
- Мастеринг – Емил Бояджиев